# Сухопарек, Ян
Ян Сухопарек (чеш. Jan Suchopárek; род. 23 сентября 1969[…], Кладно, Среднечешский край) — чехословацкий и чешский футболист, тренер.

## Карьера игрока

### Клубная
Сухопарек начал карьеру в команде «Польди» из города Кладно. В 1988 году отправился в пражскую «Дуклу» и отслужил год в армии Чехословакии. В армейской команде защитник ростом 184 см играл очень большую роль. С 1991 по 1996 год он выступал в другой пражской команде — «Славии», где и получил свой первый вызов в сборную. По окончании чемпионата Европы 1996 года перешёл во французский «Страсбур» (тогда ещё «Расинг»), где стал ключевым игроком команды. В 1999 году ему поступило предложение от «Штутгарта», но он предпочёл команду из Второй бундеслиги «Теннис-Боруссия» и перешёл туда за 1 250 000 немецких марок. Несмотря на 23 игры и один гол, игра Сухопарека оставляла желать лучшего. Летом 2000 года Сухопарек вернулся в пражскую «Славию», но не смог набрать былую форму там. В первой команде он провёл только 17 игр, а затем она и вовсе покинула Гамбринус-Лигу. В 2003 году он вернулся в родной клуб «Кладно», где играл до 2005 года. По окончании сезона 2004/05 завершил карьеру игрока и стал тренером.

### В сборной
В сборной дебютировал 25 сентября 1991. Суммарно за Чехословакию и Чехию сыграл 61 игру (13 за Чехословакию), забил 4 гола. Участвовал на чемпионате Европы 1996 года, где сыграл 5 встреч и забил гол в ворота сборной России. В составе сборной стал серебряным призёром чемпионата. Из-за проблем в клубе «Теннис-Боруссия» на чемпионат Европы 2000 года не поехал.

## Статистика выступлений за сборную
| Матчи Яна Сухопарека за сборную Чехословакии | Матчи Яна Сухопарека за сборную Чехословакии | Матчи Яна Сухопарека за сборную Чехословакии | Матчи Яна Сухопарека за сборную Чехословакии | Матчи Яна Сухопарека за сборную Чехословакии | Матчи Яна Сухопарека за сборную Чехословакии | Матчи Яна Сухопарека за сборную Чехословакии |
| -------------------------------------------- | -------------------------------------------- | -------------------------------------------- | -------------------------------------------- | -------------------------------------------- | -------------------------------------------- | -------------------------------------------- |
| №                                            | Дата                                         | Оппонент                                     | Счёт                                         | Голы                                         | Соревнование                                 |                                              |
| 1                                            | 25 сентября 1991                             | Норвегия                                     | 3 : 2                                        | -                                            | Товарищеский матч                            |                                              |
| 2                                            | 13 ноября 1991                               | Испания                                      | 1 : 2                                        | -                                            | Отборочный матч ЧЕ 1992                      |                                              |
| 3                                            | 18 декабря 1991                              | Бразилия                                     | 1 : 2                                        | -                                            | Товарищеский матч                            |                                              |
| 4                                            | 4 января 1992                                | Египет                                       | 0 : 2                                        | -                                            | Товарищеский матч                            |                                              |
| 5                                            | 27 мая 1992                                  | Польша                                       | 0 : 1                                        | -                                            | Товарищеский матч                            |                                              |
| 6                                            | 23 сентября 1992                             | Фарерские острова                            | 4 : 0                                        | -                                            | Отборочный матч ЧМ 1994                      |                                              |
| 7                                            | 14 ноября 1992                               | Румыния                                      | 1 : 1                                        | -                                            | Отборочный матч ЧМ 1994                      |                                              |
| 8                                            | 24 марта 1993                                | Кипр                                         | 1 : 1                                        | -                                            | Отборочный матч ЧМ 1994                      |                                              |
| 9                                            | 2 июня 1993                                  | Румыния                                      | 5 : 2                                        | -                                            | Отборочный матч ЧМ 1994                      |                                              |
| 10                                           | 16 июня 1993                                 | Фарерские острова                            | 3 : 0                                        | -                                            | Отборочный матч ЧМ 1994                      |                                              |
| 11                                           | 8 сентября 1993                              | Уэльс                                        | 2 : 2                                        | -                                            | Отборочный матч ЧМ 1994                      |                                              |
| 12                                           | 27 октября 1993                              | Кипр                                         | 3 : 0                                        | -                                            | Отборочный матч ЧМ 1994                      |                                              |
| 13                                           | 17 ноября 1993                               | Бельгия                                      | 0 : 0                                        | -                                            | Отборочный матч ЧМ 1994                      |                                              |

| Матчи Яна Сухопарека за сборную Чехии | Матчи Яна Сухопарека за сборную Чехии | Матчи Яна Сухопарека за сборную Чехии | Матчи Яна Сухопарека за сборную Чехии | Матчи Яна Сухопарека за сборную Чехии | Матчи Яна Сухопарека за сборную Чехии | Матчи Яна Сухопарека за сборную Чехии |
| ------------------------------------- | ------------------------------------- | ------------------------------------- | ------------------------------------- | ------------------------------------- | ------------------------------------- | ------------------------------------- |
| №                                     | Дата                                  | Оппонент                              | Счёт                                  | Голы                                  | Соревнование                          |                                       |
| 1                                     | 23 февраля 1994                       | Турция                                | 4 : 1                                 | -                                     | Товарищеский матч                     |                                       |
| 2                                     | 20 апреля 1994                        | Швейцария                             | 0 : 3                                 | -                                     | Товарищеский матч                     |                                       |
| 3                                     | 25 мая 1994                           | Литва                                 | 5 : 3                                 | -                                     | Товарищеский матч                     |                                       |
| 4                                     | 5 июня 1994                           | Ирландия                              | 3 : 1                                 | 1                                     | Товарищеский матч                     |                                       |
| 5                                     | 17 августа 1994                       | Франция                               | 2 : 2                                 | -                                     | Товарищеский матч                     |                                       |
| 6                                     | 6 сентября 1994                       | Мальта                                | 6 : 1                                 | -                                     | Отборочный матч ЧЕ 1996               |                                       |
| 7                                     | 12 октября 1994                       | Мальта                                | 0 : 0                                 | -                                     | Отборочный матч ЧЕ 1996               |                                       |
| 8                                     | 16 ноября 1994                        | Нидерланды                            | 0 : 0                                 | -                                     | Отборочный матч ЧЕ 1996               |                                       |
| 9                                     | 8 марта 1995                          | Финляндия                             | 4 : 1                                 | -                                     | Товарищеский матч                     |                                       |
| 10                                    | 26 апреля 1995                        | Нидерланды                            | 3 : 1                                 | -                                     | Отборочный матч ЧЕ 1996               |                                       |
| 11                                    | 8 мая 1995                            | Словакия                              | 1 : 1                                 | -                                     | Товарищеский матч                     |                                       |
| 12                                    | 7 июня 1995                           | Люксембург                            | 0 : 1                                 | -                                     | Отборочный матч ЧЕ 1996               |                                       |
| 13                                    | 16 августа 1995                       | Норвегия                              | 1 : 1                                 | 1                                     | Отборочный матч ЧЕ 1996               |                                       |
| 14                                    | 6 сентября 1995                       | Норвегия                              | 2 : 0                                 | -                                     | Отборочный матч ЧЕ 1996               |                                       |
| 15                                    | 15 ноября 1995                        | Люксембург                            | 3 : 0                                 | -                                     | Отборочный матч ЧЕ 1996               |                                       |
| 16                                    | 26 марта 1996                         | Турция                                | 3 : 0                                 | 1                                     | Товарищеский матч                     |                                       |
| 17                                    | 29 мая 1996                           | Австрия                               | 0 : 1                                 | -                                     | Товарищеский матч                     |                                       |
| 18                                    | 1 июня 1996                           | Швейцария                             | 2 : 1                                 | -                                     | Товарищеский матч                     |                                       |
| 19                                    | 9 июня 1996                           | Германия                              | 0 : 2                                 | -                                     | ЧЕ 1996. Групповая стадия             |                                       |
| 20                                    | 14 июня 1996                          | Италия                                | 2 : 1                                 | -                                     | ЧЕ 1996. Групповая стадия             |                                       |
| 21                                    | 19 июня 1996                          | Россия                                | 3 : 3                                 | 1                                     | ЧЕ 1996. Групповая стадия             |                                       |
| 22                                    | 23 июня 1996                          | Португалия                            | 1 : 0                                 | -                                     | ЧЕ 1996. 1/4 финала                   |                                       |
| 23                                    | 30 июня 1996                          | Германия                              | 1 : 2                                 | -                                     | ЧЕ 1996. Финал                        |                                       |
| 24                                    | 18 сентября 1996                      | Мальта                                | 6 : 0                                 | -                                     | Отборочный матч ЧМ 1998               |                                       |
| 25                                    | 9 октября 1996                        | Испания                               | 0 : 0                                 | -                                     | Отборочный матч ЧМ 1998               |                                       |
| 26                                    | 10 ноября 1996                        | Югославия                             | 0 : 0                                 | -                                     | Отборочный матч ЧМ 1998               |                                       |
| 27                                    | 12 марта 1997                         | Польша                                | 2 : 1                                 | -                                     | Товарищеский матч                     |                                       |
| 28                                    | 20 августа 1997                       | Фарерские острова                     | 2 : 0                                 | -                                     | Отборочный матч ЧМ 1998               |                                       |
| 29                                    | 26 августа 1997                       | Словакия                              | 1 : 2                                 | -                                     | Отборочный матч ЧМ 1998               |                                       |
| 30                                    | 6 сентября 1997                       | Фарерские острова                     | 2 : 0                                 | -                                     | Отборочный матч ЧМ 1998               |                                       |
| 31                                    | 11 октября 1997                       | Словакия                              | 3 : 0                                 | -                                     | Отборочный матч ЧМ 1998               |                                       |
| 32                                    | 22 апреля 1998                        | Словения                              | 3 : 1                                 | -                                     | Товарищеский матч                     |                                       |
| 33                                    | 21 мая 1998                           | Парагвай                              | 1 : 0                                 | -                                     | Товарищеский турнир                   |                                       |
| 34                                    | 24 мая 1998                           | Япония                                | 0 : 0                                 | -                                     | Товарищеский турнир                   |                                       |
| 35                                    | 27 мая 1998                           | Республика Корея                      | 2 : 2                                 | -                                     | Товарищеский матч                     |                                       |
| 36                                    | 19 августа 1998                       | Дания                                 | 1 : 0                                 | -                                     | Товарищеский матч                     |                                       |
| 37                                    | 6 сентября 1998                       | Фарерские острова                     | 1 : 0                                 | -                                     | Отборочный матч ЧЕ 2000               |                                       |
| 38                                    | 10 октября 1998                       | Босния и Герцеговина                  | 3 : 1                                 | -                                     | Отборочный матч ЧЕ 2000               |                                       |
| 39                                    | 14 октября 1998                       | Эстония                               | 4 : 1                                 | -                                     | Отборочный матч ЧЕ 2000               |                                       |
| 40                                    | 9 февраля 1999                        | Бельгия                               | 1 : 0                                 | -                                     | Товарищеский матч                     |                                       |
| 41                                    | 27 марта 1999                         | Литва                                 | 2 : 0                                 | -                                     | Отборочный матч ЧЕ 2000               |                                       |
| 42                                    | 31 марта 1999                         | Шотландия                             | 2 : 1                                 | -                                     | Отборочный матч ЧЕ 2000               |                                       |
| 43                                    | 5 июня 1999                           | Эстония                               | 2 : 0                                 | -                                     | Отборочный матч ЧЕ 2000               |                                       |
| 44                                    | 9 июня 1999                           | Шотландия                             | 3 : 2                                 | -                                     | Отборочный матч ЧЕ 2000               |                                       |
| 45                                    | 18 августа 1999                       | Швейцария                             | 3 : 0                                 | -                                     | Товарищеский матч                     |                                       |
| 46                                    | 8 сентября 1999                       | Босния и Герцеговина                  | 3 : 0                                 | -                                     | Отборочный матч ЧЕ 2000               |                                       |
| 47                                    | 9 октября 1999                        | Фарерские острова                     | 2 : 0                                 | -                                     | Отборочный матч ЧЕ 2000               |                                       |
| 48                                    | 23 февраля 2000                       | Ирландия                              | 2 : 3                                 | -                                     | Товарищеский матч                     |                                       |

## Карьера тренера
С 2005 года Сухопарек работал в клубе «Кладно», тренируя юношеский состав, параллельно помогал главному тренеру молодёжной сборной Чехии. С 2012 по 2015 год был помощником главного тренера в «Дукле». С 2016 года возглавлял юношескую сборную Чехии (до 19 лет).